# 大阪会議

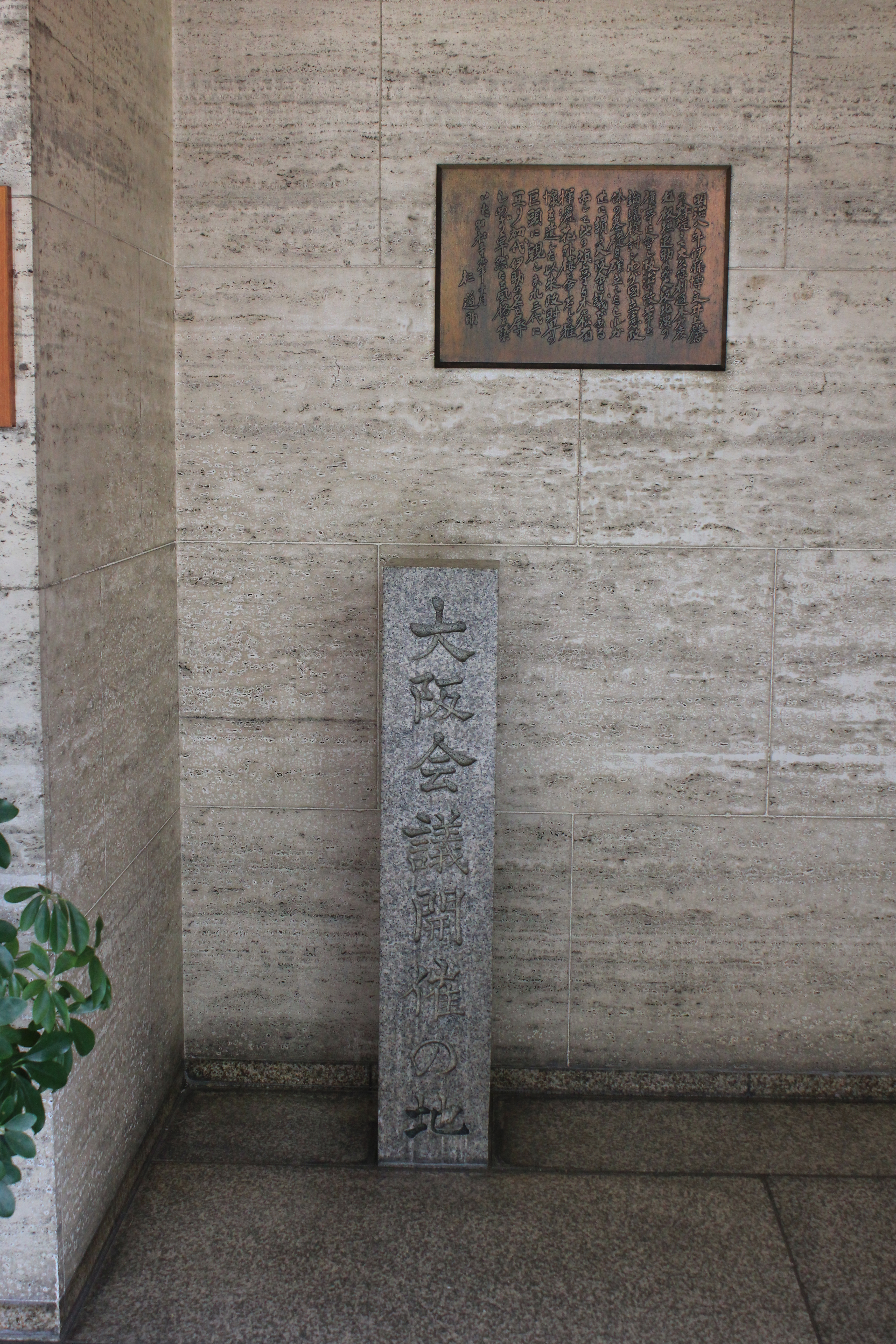
大阪会議開催の地
（大阪府大阪市中央区北浜）

大阪会議（おおさかかいぎ）は、明治8年（1875年）2月11日に明治政府の要人である大久保利通・木戸孝允・板垣退助らが大阪府に集い、今後の政府の方針（立憲政治の樹立）および参議就任等の案件について協議した会議。下交渉として、前月から行われていた個別会談までを含むこともある。

## 会議に至る背景

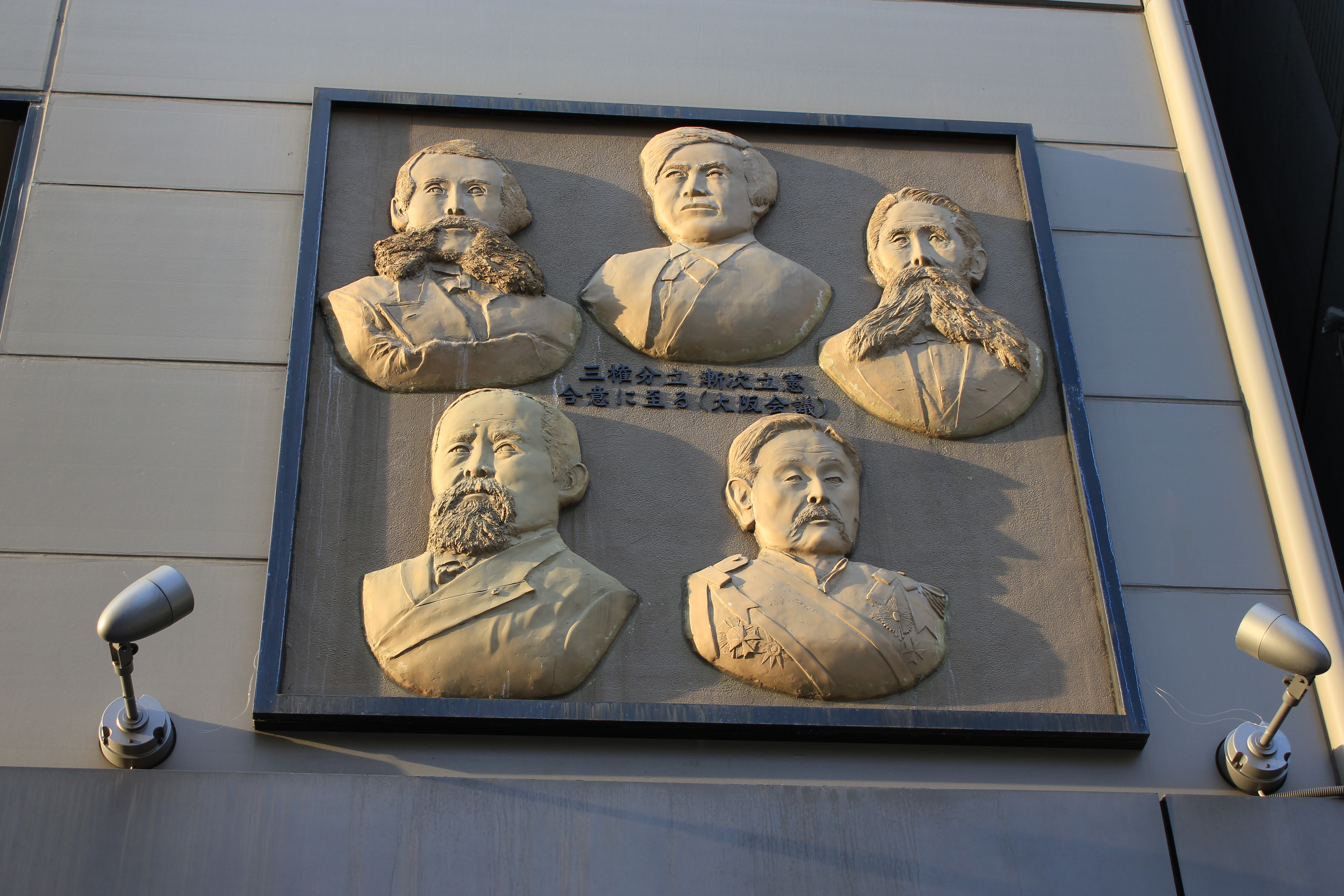
大阪会議開催の地にある大久保利通（上左）・木戸孝允（上中央）・板垣退助（上右）・伊藤博文（下左）・井上馨（下右）のレリーフ
（大阪府大阪市中央区北浜）

征韓論をめぐる明治6年（1873年）10月の政変で政府首脳が分裂した結果、征韓派の参議・西郷隆盛や江藤新平、板垣退助らが下野し、政府を去った。残った要人は、急速かつ無秩序に行われたこれまでの制度改革を整理すべく大久保を中心に内務省を設置。大久保を中心に岩倉具視・大隈重信・伊藤博文・片岡健吉らが政府の再編を行うが、直後に台湾出兵をめぐる意見対立から、木戸孝允も職を去った。
政府に対する不満は、全国で顕在化し、佐賀の乱はじめ各地における士族の反乱、鹿児島県においては私学校党による県政の壟断を招き、また板垣らは愛国公党を結成して自由民権運動を始動するなど、不穏な政情が世を覆っていた。そのような状況下、赤坂喰違坂で岩倉が不平士族の武市熊吉らに襲撃される事件（喰違の変）が発生した。さらに左大臣に就任した島津久光が、政府へ改革反対の保守的な建白書を提出したことに始まる紛議によって、政局が混迷した。政治改革のための財政的基盤となる地租改正も遅々として進まず、次第に大久保も焦り始めていた。
当時官界を去り、大阪で実業界に入っていた井上馨は、この情勢を憂い、混迷する政局を打開するには大久保・木戸・板垣による連携が必要であるとの認識を抱き、仲介役を担うことを決意した。木戸との連携の必要性を感じていた大久保もこれに応じ、伊藤に木戸との会談の斡旋を依頼、自ら大阪へ向かう。明治7年（1874年）12月、井上は、山口県へ帰っていた木戸を大阪に呼び寄せ、また自由民権運動の士小室信夫・古沢滋らに依頼して、東京にいた板垣も招いた。こうして大阪府第1大区（現・大阪市中央区）北浜1丁目の蟹島新地に集った大久保・木戸・板垣三者による協議が、井上・五代友厚を周旋役として行われることとなった。
またこの背景には、井上と同じように官界を去って実業界入りしていた五代友厚の斡旋がある。井上と五代は幕末の頃から親交があり、同じ実業界に立つ者としても互いを尊敬していた。五代邸は大阪会議の準備会談として使われ、大久保や伊藤らが何度も往復したという。大久保は下準備のためにおよそ一か月間もの間五代邸（現在の日本銀行大阪支店の辺りに建っていた、旧島原藩蔵屋敷跡地）に入り、年末年始を五代邸で過ごした。他方、木戸も来阪すると五代邸を訪ね、五代と碁を囲んだ。五代は独走する大久保を制御するためには労を惜しまなかったため、大久保から五代に宛てた「松陰（友厚の号）君へは近々勅丈にても御差立御模様に候間為御心得申上置候」との手紙は、五代が単なるお膳立・斡旋だけでなく、会議の内容に相当立ち入った積極的な役割を果たしたことを想像させる。大久保・木戸・板垣の三者の思惑は全く別のものであったが、このように大久保の相談役を五代が務め、木戸の支援者として井上が立ち、五代と井上が板垣退助と大久保・木戸両者の仲介役として動くことで、この不一致を穏便にまとめ、大阪会議を成功へと導いた。

## 個別交渉と三者の思惑
明治8年（1875年）1月22日、大阪へ到着した木戸と板垣による会談が、まず井上・小室・古沢の同席のもと行われ、民選議院開設についての話し合いが行われた。つづいて29日、木戸と大久保の会談が行われ、木戸の政府復帰が決定される。このように当初は大久保と板垣に直接の接触はなく、三者三様の思惑を抱いていたことが窺える。
- 大久保は、木戸を政府へ復帰させることにより、自らの権力集中に対する批判を和らげる良い機会と考え、この会談に応じたが、板垣に対しては政権に復帰させる必要性を感じていなかったため、当初大久保・板垣両者は面会にいたらなかった。
- 木戸は、三者協議において板垣と連合することにより大久保の専権を抑制し、自らの発言権を回復する意図があった。さらに木戸は自身の後継者である井上馨の立場を強固にした上で、共に政府に復帰することを強く望んでいた。そこで板垣・大久保両者の意見をまとめ上げ、木戸との合意を取り付けて、議会制・立憲制の樹立を政府に約束させる会議を成功させることを井上に任せることで、井上の政治能力の高さや影響力を周囲に認知させることを目的のひとつに置いていた。
- 板垣は、この会議で木戸を利用して議会政治導入を大久保に約束させることを企図しており、議会制導入に積極的であった木戸に、議会早期開設の必要性を説き、木戸を通じて、大久保が立憲体制を政府方針とすることを画策した。また板垣は西郷隆盛の参議復帰も同時に望んだが、西郷は板垣からのこの提案を記した書簡を受け取らず、使者に対しても居留守を使ってまで追い帰すという行動を取った。征韓論にて西郷を軍事行動に利用した経歴のある板垣の誘いを、いたずらに政局を混乱させたくない西郷が無視をするのは当然だった。大久保は当初、議会制（立憲政治・政党政治など）の導入に対しては消極的であった。

なぜなら、
- 第一に、欧米列強の圧力に対抗するための根本的な法整備や国力増進のためには、天皇の権威のもとで薩長が権力を集積し、一貫した政策を継続できる現体制のほうが現実的であること、
- 第二に、「自由民権運動」の看板を掲げながら、思想よりはむしろ感情で行動する失業士族の多い当時の日本の国情を踏まえれば、『政党政治の早期断行には「小党分立による国政の迷走」というリスクが伴う』と、想定できたからである。

しかし、木戸を政府に復帰させたいことと、また「板垣を在野で放置して過激派と結びつかれるよりも、政府につなぎとめておいた方が、政府への反対運動を分断できる」と考え、態度を軟化させた。

## 大阪会議と新体制の成立
大久保の変化を聞いて手応えを感じた板垣も、立憲政体樹立・三権分立・二院制議会確立などの政府改革の要求が認められたことで協力的な態度に転ずる。また大久保が望んだ木戸の復帰などの人事案などが合意を見たことで三者の思惑がようやく一致した。2月11日、木戸が大久保と板垣を招待する（井上・伊藤が同席）という形式で、北浜の料亭「加賀伊（かがい）」での三者会議が行われた。この会議を「大阪会議」と呼ぶ。1ヶ月におよぶ議論の終結を喜んだ木戸は、舞台となった料亭・加賀伊の店名を「花外楼」と改名することを提案、みずから看板を揮毫した。
三者合意による政体改革案は、ただちに太政大臣三条実美に提出され、3月に木戸・板垣は参議へ復帰することとなり、井上も政界への復帰を果たした。合意に基づき、さっそく4月14日には明治天皇より「漸次立憲政体樹立の詔書」が発せられ、元老院・大審院・地方官会議を設置し、段階的に立憲政体を立てることが宣言された。いっぽう板垣は参議就任により、愛国社創立運動の失敗を招いたため、自由民権派から背信行為を厳しく糾弾され、釈明に追われることとなった。

## 大阪会議体制の崩壊
難産の末に確立された新体制であったが、ほどなく地方官会議の権限をめぐって木戸と板垣が対立するようになり、さらに参議と各省の卿の分離問題で、両者は決定的な対立を迎える。折から発生した江華島事件の処理をめぐる意見対立も重なり、板垣はついに参議を辞任した。大阪会議体制はわずか半年にして崩壊する。大久保の独裁を止めるべく奔走し、板垣の急進的過ぎる活動を諫めて、政府のバランス調整を行っていた木戸だったが、その行動は世間から理解されず、民権を掲げる板垣の言動を邪魔していると国民から糾弾を受けることとなった。「このまま参議に居ては木戸公の身が危ない」と親交の篤かった福沢諭吉の忠告を受けて、やむなく木戸は参議の職を辞すこととなる。独裁体制をしいている大久保は自身へ世間からの攻撃が向かないように、木戸を矢面に立たせておきたかったため、木戸を内閣顧問という職に就け、政府に留め置いた。
また一時期、板垣と連携する動きを見せた左大臣・島津久光が、自身の主張が認められないため辞表を提出し、岩倉・大久保らが主導権を握る体制に戻った。ここに大阪会議で決定された新体制は完全に崩壊した。結果として大阪会議以前の大久保主導の体制が強化された形で復活した。短期間だったが、この大阪会議で将来的な立憲政体・議会政治の方向性が示された。